# Pelita Air Service
Pelita Air Service – indonezyjska linia lotnicza z siedzibą w Dżakarcie.

## Flota
Według stanu na maj 2025 flota Pelita Air Service składała się z 17 samolotów o średnim wieku 16,3 lat:
| Samolot         | Samolot | Samolot   | Liczba miejsc | Liczba miejsc | Liczba miejsc | Uwagi              |
| Model           | Aktywne | Zamówione | B             | E             | Łącznie       | Uwagi              |
| --------------- | ------- | --------- | ------------- | ------------- | ------------- | ------------------ |
| Airbus A330-200 | 13      | 1         | 12            | 150           | 162           |                    |
| Airbus A330-200 | 13      | 1         | -             | 180           | 180           |                    |
| ATR 42          | 1       | -         | -             | 48            | 48            |                    |
| ATR 72          | 1       | -         | -             | 66            | 66            |                    |
| ATR 72          | 2       | -         |               |               |               | Konfiguracja cargo |
| Łącznie         | 17      | 1         |               |               |               |                    |